# SoHo (Parteigruppe)
SoHo Österreich ist die Abkürzung der Sozialdemokratischen LGBTIQ-Organisation in Österreich. Der Verein setzt sich für Gleichberechtigung und Antidiskriminierung von Lesben, Schwulen, Bisexuellen, Trans-, intergeschlechtlichen und queeren Personen, sowie allgemein für den Schutz der Menschenrechte ein.
Die SoHo versteht sich als Sprachrohr, Interessenvertretung und Anlaufstelle für LGBTIQ-Personen und ist die Vertretung in der SPÖ für diese Anliegen. Die SoHo verfolgt das Ziel der vollen Gleichberechtigung und Schutz vor Diskriminierung in Österreich.
Neben der Bundesorganisation gibt es Landesorganisationen in jedem Bundesland. Außerdem ist die SoHo Teil des Netzwerks Rainbow Rose, das innerhalb der Party of European Socialists sozialdemokratische und sozialistische Gleichstellungsorganisationen in Europa zusammenfasst.

## Geschichte
Das Geburtsjahr der SoHo – die sich bis 1995 als „Schwusos“ bezeichneten – ist mit 1994 zu beziffern, denn im Sommer des Jahres wurde die Arbeitsgemeinschaft Lesben, Schwule, Bisexuelle und Transgender-Personen in der Sozialdemokratie innerhalb des VSStÖ Wien gegründet. Am 7.9. verfasste die Gemeinschaft ein Schreiben an alle Kandidaten, die sich im Rahmen des Nationalratswahlkampfs für die SPÖ hatten aufstellen lassen. In diesem Schreiben forderten sie die Kandidaten auf, sich für die Abschaffung diskriminierender Gesetze einzusetzen, allen voran für die Abschaffung der Paragraphen § 209, § 220 und § 221 im Strafgesetzbuch.
Denn auch nach der Abschaffung des Totalverbots von Homosexualität im Jahr 1971 gab es noch weitere gesetzliche Festschreibungen, die das Leben von homosexuellen Menschen einschränkten.
Nach §209 wurde die sexuelle Mündigkeit von homosexuellen und heterosexuellen Männern als unterschiedlich bewertet: „Eine Person männlichen Geschlechts, die nach Vollendung des 19. Lebensjahres mit einer Person, die das 14., aber noch nicht das 18. Lebensjahr vollendet hat, Unzucht treibt, ist mit einer Freiheitsstrafe von sechs Monaten bis fünf Jahren zu bestrafen“.
Gleichzeitig bedeutete diese Regelung, dass Homosexualität von Männern und Frauen unterschiedlich eingestuft wurde – jene von Frauen wurde (da sie von den Gesetzgebenden nicht mit Penetration in Verbindung gebracht wurde) nicht in gleicher Weise reglementiert.
§220 schrieb ein Verbot von Werbung für „Unzucht mit Personen des gleichen Geschlechts oder mit Tieren“ vor, §221 verbot die „Begünstigung gleichgeschlechtlicher Unzucht“.
Weiters hatten homosexuelle Partner kein Informationsrecht bei Spitalsaufenthalten, andere Diskriminierungen (eingetragene Partner haben bis heute kein Adoptionsrecht) dauern immer noch an.
Die Forderungen der SoHo, die zu dem Zeitpunkt noch ein nicht statutarisch verankertes Netzwerk war, stießen auf großen Zuspruch innerhalb der Partei. So sprachen sich beispielsweise Erwin Niederwieser (zu dem Zeitpunkt NR-Abgeordneter) für die „Anerkennung gleichgeschlechtlicher Partnerschaften“ aus, viele andere, darunter Brigitte Ederer, versicherten Unterstützung.
Die SoHo betreibt Sensibilisierung und Lobbying innerhalb der SPÖ, Gesundheits- und Sozialpolitik sowie das Fördern einer schwulen Subkultur.

### Ziele und gesellschaftspolitische Ausrichtung
Ein Ausschnitt aus dem Folder der SoHo, der gemeinsam mit dem VSStÖ 1994/95 herausgegeben wurde, zeigt die politische Verortung der Organisation:
„Die SoHo versteht sich als politische Gruppe innerhalb der schwullesbischen Bewegung. Wir sind offen für alle Lesben und Schwule und ihren SympathisantInnen, die davon überzeugt sind, dass Homosexualität keine Privatangelegenheit ist. Zumindest solange nicht, als sich der Staat und die Gesellschaft in unsere zwischenmenschlichen Beziehungen einmischen.
Leitgedanke unserer Arbeit sind die Grundwerte des demokratischen Sozialismus: Freiheit, Gleichheit, Gerechtigkeit und Solidarität. Wir nehmen diese Grundwerte ernst und meinen, dass eine Gesellschaft, die sich daran orientiert, zwar ethische Normen einfordern und deren Einhaltung gesellschaftlich möglich machen kann, sie kann aber nicht Verhaltensweisen und Lebensformen – auch nicht jene, die von der Bevölkerungsmehrheit geteilt werden – vorschreiben. Eine offene und vielfältige Gesellschaft, wie wir sie verwirklicht sehen wollen, muß die Lebensmuster sexueller Minderheiten ohne jedes Augenzwinkern akzeptieren.“
Es werden Workshops und Diskussionsabende zu aktuellen Themen organisiert, Pressearbeit gemacht und an einem Ausbau der Strukturen für eine langfristige Verankerung gearbeitet. Auch in der Zeitschrift „Offensiv“, die vom VSStÖ Wien herausgegeben wird, finden sich regelmäßig Artikel, die sich mit der Ungleichbehandlung von Homo-, Bi- und Transsexuellen sowie Transgender-Personen befassen.
Heinz Miko und Felix Görner, die Gründer der SOHO, koordinieren die Arbeit der Gruppe.

### Vereinsgründung und Institutionalisierung innerhalb der SPÖ
1996 wurde sie als Initiative in der SPÖ-Wien verankert. Am 18. Oktober 1998 wurde eine Sitzung der SoHo abgehalten, wo die Aktivisten vor dem Problem standen, zwar eine große Anzahl an Interessenten zu haben – etwa 150 Personen – aber selbst weder über Statut noch Budget zu verfügen. Ebenso fehlte die Anerkennung durch die sozialdemokratische Bundespartei und damit die Sitze in den entsprechenden Gremien. Also professionalisierten die Aktivisten ihre Arbeitsweise und erarbeiteten einen Antrag, um zu einem fix verankerten Teil der Partei zu werden.
Am Welt-Aidstag 1998 stellte die Gruppe SOHO das Ansuchen an die SPÖ-Bundespartei zur Zulassung der Initiativgruppe gemäß §28 des Organisationsstatuts. Unterzeichner des Antrags waren Kurt Zernig, Felix Görner, Günther Tolar, Hans-Peter Weingand, Manfred Wolf, Elvira Franta, Roberta Grandl, Irene Brickner, Raoul Fortner und Heinz Schubert.
Am 14. September 1999 wurden dann die SoHo und der Verein Sozialdemokratie & Homosexualität, Arbeitsgemeinschaft für Lesben, Schwule, Bisexuelle und Transgender-Personen in der österreichischen Sozialdemokratie (SoHo Österreich) mit Vereinsbasis im ega (dem Kommunikationszentrum der SPÖ-Frauen) gegründet. Es fand die erste Wahl des Vorstandes statt. Außerdem wurde nicht nur eine Bundesorganisation gegründet, sondern es wurden auch zwei Landesorganisationen hinzugeschaffen: die SOHOs Wien und Steiermark, die damit Teil des Status waren. Dies war die Voraussetzung, um dann im April 2000 als befreundete, rechtlich eigenständige, Organisation der SPÖ anerkannt zu werden und Delegierte zum Parteitag entsenden zu können.
Es wurden weitere Landesgruppen in Oberösterreich, Tirol, Salzburg und Vorarlberg gegründet und es erfolgte der Einzug der Bundesorganisation in die SPÖ-Zentrale in der Löwelstraße. Weiters weitete die SoHo ihre Themen aus, fokussierten sich auf Intersektionalität, arbeiteten Forderungen für den Bereich „sexuelle Orientierung und Beeinträchtigung“ sowie „Sexualität und Migrationsverhalten“ aus.

### Erfolge der Lesben- und Schwulenbewegung
2002 wurde der §209 durch den Verfassungsgerichtshof aufgehoben. Eine erste parlamentarische Abstimmung hierzu fand am 17. Juli 1998 statt, eine erforderliche Mehrheit zur Abschaffung konnte unter Schwarz-Blau allerdings nicht gefunden werden.
Mit dem 1. Januar 2010 wurde die eingetragene Partnerschaft gültig. Nun können gleichgeschlechtliche Lebenspartner ihre Beziehungen zum ersten Mal gesetzlich absichern und sich am Standesamt verpartnern. Dies war auch ein Erfolg der SoHo, die seit 2005 mit Anträgen und Sensibilisierungen die Linie der SPÖ und damit die Regierungsarbeit der Partei beeinflusst hatte.

## Vorsitzende
- Heinz Miko[5] (1994–1998)
- Felix Görner (1998–2000)
- Günter Tolar,[6] (2000–2007)
- Peter Traschkowitsch (2007–2017)
- Mario Lindner (seit 2017)[7]